# 하라마치시
하라마치시(일본어: 原町市 하라마치시[*])는 후쿠시마현 하마도리 북부에 있던 시이다. 일반적으로 철도 역명에서 '하라노마치', 하라노마치시'라는 것이 많다. 1954년 3월 20일에 시가 성립되었다. 2006년 1월 1일에 하라마치시는 소마군 오다카정, 가시마정 등 3개 시·정과 합병하여 미나미소마시가 신설되고 폐지되었다.
에도 시대에는 소마 나카무라번의 진야가 있었다. 소마시를 비롯한 하마도리 북부에서 열리는 소마노마추에서는 운자쿠가하라(둘째 날 메인 행사장)와 오타 신사 두 곳이 있다
남쪽의 이와키시타이라(いわき市平)와 북쪽의 센다이시(仙台市)의 중간(두 도시까지 75 km)에 위치한다. 과거 하마도리 북부의 중심은 나카촌이(소마시)였으나, 이후 하라정의 중심에 옮겨졌다. 지역신문인 후쿠시마 민보와 후쿠시마 민유(福島民報・福島民友) 두 신문 모두 지사를 두고 있다.

## 역사
1923년 9월 1일 관동 대지진을 전 세계에 알렸다 "하라노마치 무선 탑"의 소재지로 유명하다. 보신 전쟁 전(1868년 이전)에는 나카무라(소마시)를 본거지로하는 소마 가문(토쿠가와 시대에는 나카무라번)의 영토의 일각이었다.
보신 전쟁 후 1898년에 조반선을 개통시킬 때 이전 성시이었다 타이라역(이와키역)와 나카무라역(소마역)에 기관 창고를 지을 예정 이었지만, 기관 창고 유치 전투에서 나카무라가 하라노마치에 패배하여 하라노마치역에 기관 창고가 건설됐다. 이것은 이후 말 쫓아 축제로 유명한 '다이묘 성시' 나카무라와는 대조적으로, 하라노마치는 기관 창고과 라디오 타워를 가진 '철도 성시'로 번영했다.
- 1889년 4월 1일: 정촌제 시행과 함께 나메가타군 가시마촌, 오타촌, 오미카촌, 다카히라촌, 이시가미촌이 성립하였다
- 1897년 9월 1일: 하라마치촌이 정으로 승격해 하라정이 되었다.
- 1954년 3월 20일: 하라정, 오타촌, 오미카촌, 다카히라촌 등 1정 3촌이 합병과 동시에 시로 승격해 하라마치시가 되었다.
- 1956년 9월 30일: 소마군 이시가미촌을 편입하였다.
- 2006년 1월 1일: 하라마치시 및 가시마정, 오다카정 등 3개 시·정이 합병하여 미나미소마시가 신설되고, 하라마치시 등은 폐지되었다.

## 교통망
- 국도 6호선
- 동일본 여객 철도 조반선: 중앙역은 하라노마치역

## 같이 보기
- 하라노마치 무선 탑
- 도쿄 타워
- 조반선
- 도모베정: 가사마시의 동부. 미토시와 카사마시(2006년 이전)과는 대조적으로, 철도 분기점을 가진 "철도 성시"로서 발전했다.
- 소마시: 소마 가문의 성시에서, 성시 이름은 "나카무라".
- 히로노정 (후쿠시마현): 후쿠시마 핵 사고로 인한 출입 금지 구역의, 남쪽 관문에 위치
- 이와키시: 이와키 가문의 성시에서, 성시 이름은 "타이라". 이곳은 성시에 기관 창고가 건설됐다.